# Хути
Хутите (на арабски: الحوثيون; официално наричани Ансар Аллах, от арабски: أنصار الله – „Поддръжници на Бог“) са шиитска политическа и военна организация, появила се през 1990-те години в Йемен. Под водачеството на Хюсеин ал-Хути, хутите се превръщат в опозиционно движение, насочени срещу йеменския президент Али Абдула Салех, когото обвиняват в корупция и прокарване на интересите на Саудитска Арабия и САЩ. През 2003 г. под въздействието на ливанската организация Хизбула, хутите приемат за свой официален лозунг: „Бог е по-велик от всичко, Смърт за Америка, Смърт за Израел, Проклятие над евреите, Победа за исляма“ (на арабски: الله أكبر, الموت لأمريكا, الموت لإسرائيل, اللعنة علی اليهود, النصر للإسلام). Ал-Хути се съпротивлява срещу заповедта си за арест, издадена от Салех, и впоследствие е убит от йеменските въоръжени сили в град Саада през 2004 г. Това събитие разпалва въстание на хутите в страната. От тогава движението се ръководи главно от брат му, Абдул-Малик ал-Хути.
Организацията участва в Йеменската революция през 2011 г., протестирайки по улиците и координирайки се с други йеменски опозиционни групировки. В края на 2014 г. хутите се сдобряват със Салех и с негова помощ завземат властта в столицата Сана. Този ход, обаче, предизвиква саудитска военна намеса в страната за възстановяване на международно признатото йеменско правителство, което от своя страна довежда до гражданска война, през която хутите нанасят удари с ракети и дронове по мишени в Саудитска Арабия и Обединените арабски емирства. С избухването на войната на Израел срещу „Хамас“ през 2023 г., хутите започват да изстрелват ракети по Израел и да нападат кораби в йеменски териториални води в Червено море, за които подозират че принадлежат на израелски компании или сътрудничат на Израел.
Движението на хутите привлича последователи в Йемен, обявявайки се за икономическо развитие и край на политическата маргинализация на шиите. Хутите имат сложни отношения с йеменските сунити, тъй като едновременно ги дискриминират и се съюзяват с тях. Борят се за управление над цял Йемен и поддържат външни групировки, борещи се срещу САЩ, Израел и Саудитска Арабия. Поради идеологическите корени на движението на хутите, конфликтът в Йемен често е разглеждан като фронт на студената война между Саудитска Арабия и Иран.